# Zmizení Amy Bradleyové
Ke zmizení 23leté Amy Lynn Bradleyové (* 12. května 1974, Petersburg, Spojené státy americké) došlo v ranních hodinách 24. března 1998 na palubě výletní lodi Rhapsody of the Seas. Bradleyová se plavila se svou rodinou po Karibiku. V době jejího zmizení mířila loď k ostrovu Curaçao. Jedná se o jeden z celosvětově nejznámějších případů pohřešované osoby.

## Pozadí případu

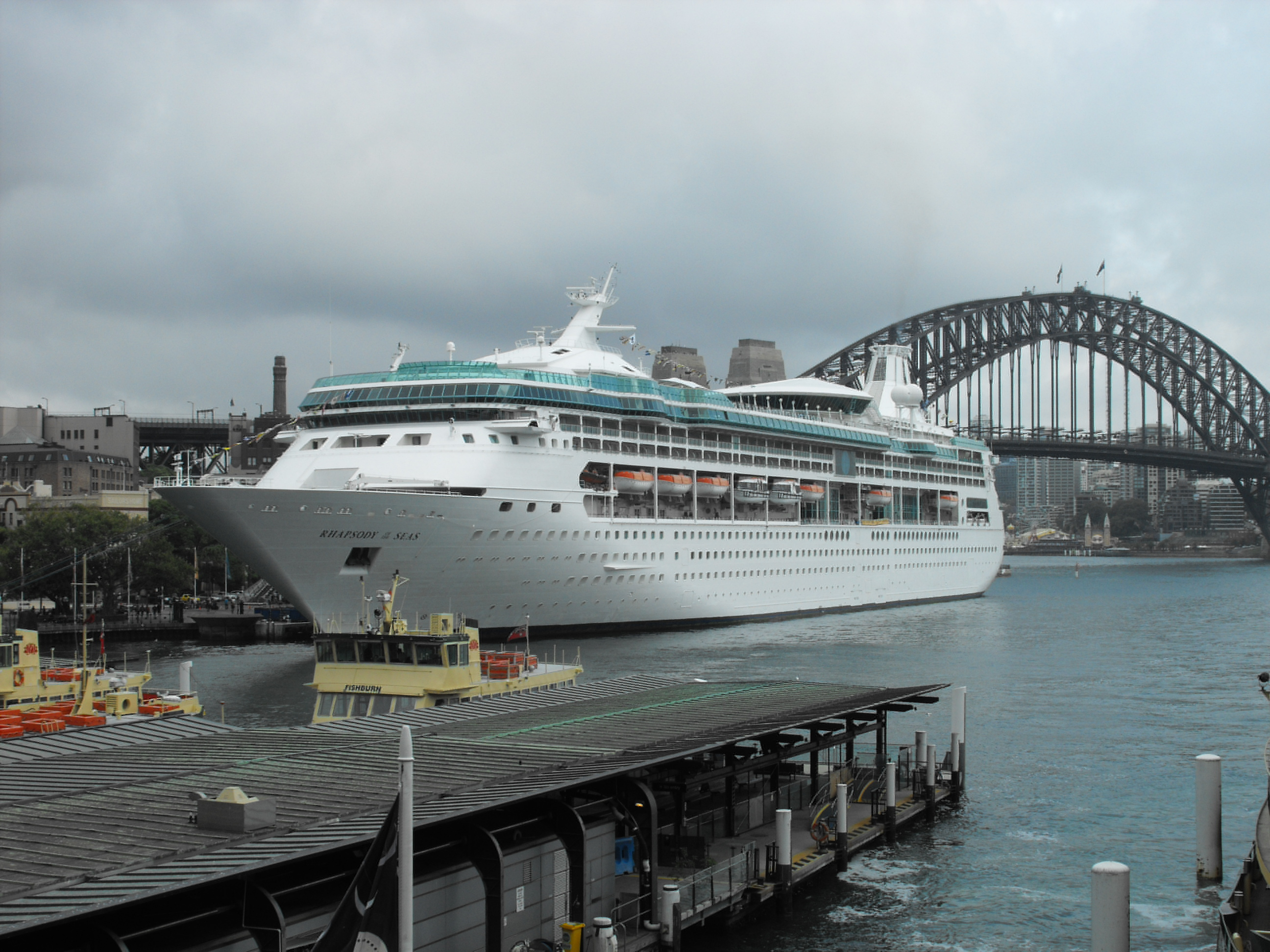
Loď Rhapsody of the Seas

Amy Bradleyová byla čerstvou absolventkou vysoké školy. Připravovala se na práci v počítačové firmě. Právě si pořídila nový byt a psa. Její otec Ron dostal od svého zaměstnavatele jako odměnu poukázku na rodinou plavbu výletní lodí po Karibiku. Bradleyová se původně zúčastnit nechtěla. Svůj názor změnila, když se k rodině připojil její mladší bratr Brad, který v té době žil v jiném městě. Výletní loď Rhapsody of the Seas společnosti Royal Caribbean International s 2500 cestujícími na palubě vyplula z přístavu San Juan na Portoriku 21. března. Cílem cesty byl ostrov Svatý Tomáš po jehož návštěvě se loď vracela do výchozího bodu. První zastávkou byla Aruba odkud loď pokračovala na sousední ostrov Curaçao. Bradleyová sdílela jednu kajutu se svou rodinou. Během plavby nevykazovala žádné známky stresu a chovala se naprosto přirozeně.

## Zmizení
23. března se celá rodina zúčastnila hudebního večera v sále na 9. palubě. Bradleyová pila pivo, tančila a bavila se s členy kalypso kapely Blue Orchid. Kolem 1 hodiny po půlnoci rodiče Ron a Iva odešli spát. Bradleyová a její bratr zůstali na akci. Do kajuty se oba vrátili odděleně ve 3:35 a 3:40. Společně si zakouřili na balkóně a zatímco Bradleyová na něm zůstala, její bratr se vrátil dovnitř a usnul ve své posteli. Otec se vzbudil asi čtvrt hodiny po páté a zkontroloval, zda se oba vrátili. Na balkóně zahlédl natažené nohy své dcery a domyslel si, že tam usnula. Poté se opět uložil ke spánku. Když se vzbudil v 6:00, na balkóně ani v kajutě nebyla. Vydal se ji hledat do veřejně přístupných částí lodi, ale neúspěšně. Poté vzbudil i zbylé členy rodiny a společně její zmizení nahlásili posádce lodi. Ta se jím však zpočátku odmítala zabývat, aby neobtěžovali zbylé cestující. Rodina je žádala, aby bylo zabráněno vylodění pasažérů na Curaçau. K tomu však, i přes jejich protesty, došlo. V 7:50 byla Amy Bradleyová vyvolána palubním rozhlasem. Tou dobou však již velká část cestujících loď opustila. Zmizení bylo také nahlášeno místní policii a pobřežním strážím ostrovů Curaçao a Aruba, které po ní neúspěšně pátraly pomocí letadel a radaru.
Ještě 23. března nařídil kapitán lodi rozsáhlou pátrací akci, během které bylo prohledáno všech 10 palub a 999 kajut. Vyšetřovatelé se také zaměřili na osoby, se kterými se Bradleyová osudové noci setkala. Podařilo se zjistit, že se v kajutě před svým zmizením převlékla. Chyběla také krabička cigaret a zapalovač. Její pantofle naopak zůstaly na balkónu. Jestli a v kolik hodin kajutu opustila, se nepodařilo zjistit, jelikož čtečka karet na dveřích zaznamenávala pouze příchod. Pátrání v okolí ostrova trvalo 4 dny a nevedlo k zajištění žádných důkazů. Vyšetřování provedla také policie na Curaçau, rovněž bez výsledku. Aby nedošlo k narušení programu plavby, i přes probíhající vyšetřování pokračovala loď na ostrov Svatý Martin. Plavba byla ukončena 28. března v přístavu San Juan na Portoriku. Amy Bradleyovou se nalézt nepodařilo. V roce 2005 založila její rodina internetovou stránku https://amybradleyismissing.com/ prostřednictvím které může veřejnost poskytovat informace. V roce 2010 byla prohlášena za mrtvou. Ve stejném roce byla na pobřeží Aruby nalezena lidská dolní čelist. Ve spojitosti s případem nezvěstné Natalee Hollowayové byla analyzována se závěrem, že se sice jedná o čelist mladé ženy, nikoliv však její. Testování možné shody s DNA Bradleyové provedeno nebylo.

## Teorie

### Nehoda
Jednou z prvních prověřovaných teorií bylo, zda Bradleyová nemohla omylem přepadnout přes zábradlí na balkóně. Během noci prokazatelně vypila minimálně 7 piv a mohla mít problémy s rovnováhou. Zábradlí na lodi však bylo navrženo tak, aby zabránilo přepadnutí daleko vyšších pasažérů, než byla ona (168 cm). Před samotnou plavbou se také svěřila rodině s tím, že má velký strach z výšek a otevřeného moře a k zábradlí se tedy příliš nepřibližovala. Byla také vynikající plavkyní s povolením vykonávat práci plavčíka. Nehodu také vyloučili vyšetřovatelé z Curaçaa, podle kterých mezi lodí a pobřežím působily silné proudy, které by její tělo během několika hodin zanesly na pobřeží. Autor James Renner se naopak k této verzi přiklání. Podle něho je vyloučené, že by se dokázala neslyšeně dostat ven z kajuty, jelikož by při otevření vchodových dveří došlo k velice silnému průvanu, který by ty balkónové okamžitě s velkou ránou zabouchl. Na tento fenomén upozorňovaly štítky vedle dveří zakazující otevírat oboje zároveň.

### Sebevražda
Amy Bradleyová sice během cesty působila uvolněně, nicméně mohla mít starosti pramenící z její sexuální orientace. Během studia na vysoké škole se přiznala, že je lesbička a má přítelkyni Kat. Její rodiče to velmi zklamalo. V té době nebyla homosexualita ještě běžně akceptována. Sice ji ujistili, že ji mají stále rádi, Kat však poslali dopis, ve kterém vyjádřili svou nespokojenost. Vztah se rozpadl a Bradleyová si našla novou přítelkyni Mollie, se kterou krátce před plavbou prožívaly krizi pramenící z toho, že Bradleyová přiznala políbení jiné ženy. Podle Mollie se však asi měsíc před plavbou opět usmířily a jejich vztah pokračoval bez dalších problémů. Teorii o sebevraždě měla nahrávat také neobvyklá poloha stolku na balkóně, který mohla přemístit, aby s jeho pomocí překonala vysoké zábradlí. I v tomto případě by však tělo bylo vyplaveno na pobřeží.

### Vražda
Podle jedné z prověřovaných variant byla Bradleyová zavražděna členem posádky, jehož návrhy odmítla. Několik svědků jí vidělo osudné noci ve společnosti Alistera "Yellow" Douglase, baskytaristy skupiny Blue Orchid. Jeden z nich objevil video, na kterém spolu oba tančí a baví se. Další svědci je postupně viděli ve výtahu, cestou do sálu již po skončení samotné akce a také na horní palubě, kde Douglas Bradleyové donesl nějaký nápoj. Kolem 6:00 se tam však pohyboval sám a vypadal rozrušeně. Její bratr si také vzpomněl na to, že se mu zmínila, jak se k ní během tance Douglas nevhodně tiskl a on sám mu druhý den ráno řekl, že ho mrzí, co se jí stalo. Tou dobou však o jejím zmizení věděla pouze rodina a bezpečnostní služba. Jeho partnerka také našla kufr plný fotografií různých žen. Mezi nimi byla i jedna s Bradleyovou, kterou zřejmě odcizil z galerie, kde si je mohli cestující během plavby zakoupit. Douglas známost s Bradleyovou nejdříve popíral. Později však přiznal, že s ní mluvil a tančil, ale vyloučil svůj podíl na jejím zmizení. Dobrovolně podstoupil vyšetření na detektoru lži, které bylo neprůkazné. Žádné další důkazy spojující ho se zmizením Bradleyové se nenašly.

### Únos
Rodina Bradleyova začala okamžitě pátrat na vlastní pěst. Během jejich pobytu na Curaçau potkali taxikáře, který jim sdělil, že Bradleyovou krátce po jejím zmizení zahlédl na parkovišti. Byla zmatená, bosá a hledala telefon. V srpnu oznámil kanadský potápěč, že při vyplachování výstroje zahlédl mladou ženu připomínající Bradleyovou v doprovodu dvojice mužů, z nichž jeden vypadal jako Douglas. Žena se k tomuto turistovi přiblížila a zřejmě mu chtěla něco sdělit, ale její společníci ji okamžitě odvedli pryč. Tento svědek poznal její tetování tasmánského čerta Taze z příběhů Looney Tunes. O několik let později oznámil americký námořník, že podobnou dívku potkal v roce 1999 v jednom nevěstinci na Curaçau. Měla mu říct, že se jmenuje Amy a byla unesena poté, co si šla do přístavu koupit drogy. Toto setkání neohlásil autoritám, jelikož se obával o svou kariéru u námořnictva kvůli zakázaným  návštěvám nevěstinců. Než tak učinil, bylo toto místo zničeno při požáru. K dalšímu setkání mělo dojít v roce 2005 na dámských záchodech v obchodním domě na Barbadosu. Ženu vykonávající potřebu zde překvapila čtveřice mužů probírajících nějaké nelegální aktivity, které doprovázela mladá žena. Poté, co muži odešli, dala se s ní do řeči. Žena jí sdělila, že se jmenuje Amy Bradleyová a pochází z Virginie. Muži se však vrátili a svědkyně ve strachu raději odešla. Ve stejném roce obdržela rodina Bradleyových od neznámého zdroje sérii eroticky laděných fotografií ženy jménem Jas. Fotografie pocházely z webové stránky registrované v Karibiku a žena svým vzhledem připomínala Bradleyovou. Fotografie byly předány forenzním expertům, kteří potvrdily jejich pravost a uvedli, že se skutečně může jednat o Bradleyovou. Zdroj ani místo pořízení fotografií však nikdy nebylo zjištěno.

## Mediální pokrytí případu
- Unsolved Mysteries (1998) - Jednalo se o první televizní zpracování případu v rámci 8. epizody 10. série tohoto seriálu.
- America's Most Wanted (1998) - Jedna z episod tohoto seriálu se zabývala tímto případem krátce poté, co ke zmizení došlo.
- Dr. Phil (2005) - Rodina Bradleyových vystoupila v této talk show kde byly poprvé zveřejněny fotografie neznámé ženy, která svým vzhledem připomínala Amy a které naznačovaly, že se mohla stát obětí obchodu s lidmi.
- Vanished with Beth Holloway (2011) - Pořad se opět zabýval teorií, že se Amy stala obětí obchodu s lidmi.
- Dissapeared (2018) - Epizoda s názvem Troubled Waters (Zrádné vody) je věnována tomuto případu.
- Hledá se Amy Bradleyová (Amy Bradley is Missing) (2025) - Třídílný dokument společnosti Netflix mapuje celý případ.[9]